# Voorst
Voorst este o comună și o localitate în provincia Gelderland, Țările de Jos. 

## Localități componente
Appen, Bussloo, De Kar, De Vecht, De Wijk, Duistervoorde, Gietelo, Klarenbeek, Klein-Amsterdam, Nijbroek, Posterenk, Spekhoek, Steenenkamer, Terwolde, Teuge, Twello, Voorst, Wilp, Wilp-Achterhoek.